# 产业技术短期大学
产业技术短期大学（日语：／ Sangyōgijutsu Tanki Daigaku *），简称产技短,
或CIT，是一所位于日本兵库县尼崎市的私立短期大学。

## 概要

### 简介
- 短期大学为于1962年开办[1]、由学校法人铁钢学园经营。是男女同校[2]。日本钢铁联盟创立的短期大学。

### 历史
- 1962年 关西铁钢短期大学成立并同时设置三个学科、以下列举[3]。
  - 铁钢科
  - 机械科
  - 电气科
- 1964年 改校名为铁钢短期大学[1]。
- 1969年 三个学科改名为、以下列举[3]。
  - 铁钢科→铁钢工学科（改编为材料工学科[注 2]于1988年）　
  - 机械科→机械工学科
  - 电气科→电气工学科（改编为电气电子工学科于1993年）
- 1971年 焊接构造工学科成立（改名为构造工学科[注 2]于1990年）[3]。
- 1988年 改校名为产业技术短期大学[1]。
- 1993年 信息处理工学科成立[1]。
- 2000年 两个专攻成立于专科、以下列举[1]。
  - 生产工学专攻
  - 电机・信息工学专攻

### 宪章
- 请参看产业技术短期大学的标志 （页面存档备份，存于） （日語） 2014年2月16日阅览。

## 学校环境
- 校区：在兵库县尼崎市

## 历任校长
- 泽村宏：第一代短期大学校长[4]。
- 友野宏：现在短期大学校长[5]

## 组织

### 学科
- 机械工学科
- 电气电子工学科
- 信息处理工学科
- 创造工学科[注 1]

### 前学科
| - 机械工学科 - 电气电子工学科 - 信息处理工学科 - 材料工学科 - 构造工学科 |

### 专科
| - 生产工学专攻 - 电机・信息工学专攻 |

### 业余课程
| - 没有 |

### 附属机关
| - 图书馆 - 人材启发中心 |

## 相关链接
- 日本短期大学列表